# 小行星8366
小行星8366（英語：8366）是一颗围绕太阳公转的小行星。1990年10月20日，杉江淳在Dynic发现了此天体。
这颗小行星的绝对星等为285.95097等。